# 佐布河
佐布河（英語：Zhob River，普什圖語：‎），是位於巴基斯坦俾路支省的一條河流，為古馬勒河支流。佐布河與古馬勒河匯流點下游不遠處建有大型水壩，集水形成古馬勒贊湖。